# Nowe Miasteczko
Nowe Miasteczko (germană Neustädtel) este un oraș în Polonia.